# Bananas!
Bananas! er en dokumentarfilm instrueret af Fredrik Gertten efter manuskript af Sara Bergfors.

## Handling
Juan "Accidentes" Dominguez har sin største sag nogensinde. På vegne af 12 arbejdere fra bananplantager i Nicaragua er advokaten oppe imod banangiganten Dole Food i et opsigtsvækkende retsopgør, hvor Dole anklages for at bruge forbudte pesticider på plantagerne, som gør bananarbejderne syge og sterile. Kan David slå Goliat? Eller vil Dole og andre involverede store selskaber gå fri? I denne dramatiske dokumentar kaster Frederik Gertten lys over det politiske spil på det globale fødevaremarked.